# 消滅した郡の都道府県別一覧
消滅した郡の都道府県別一覧（しょうめつしたぐんのとどうふけんべついちらん）は、属していた町村が全て市制施行または市に編入されたことなどにより、消滅した郡を都道府県別に分類した一覧である。年月日は消滅した日付（すなわち、その前日まで郡があった）を、括弧内は消滅した事由を示す。

## 北海道

### 道央

#### 石狩管内
- 千歳郡 1970年（昭和45年）11月1日（恵庭町が市制施行して恵庭市に）
- 札幌郡 1996年（平成8年）9月1日（広島町が市制施行して北広島市に）
- 厚田郡 2005年（平成17年）10月1日（厚田村が石狩市に編入）
- 浜益郡 2005年（平成17年）10月1日（浜益村が石狩市に編入）

#### 空知管内
2025年現在、管内に消滅した郡は存在せず、すべての郡が残っている。

#### 後志管内
- 小樽郡 1940年（昭和15年）9月1日（朝里村が小樽市に編入）
- 高島郡 1940年（昭和15年）9月1日（高島町が小樽市に編入）
- 歌棄郡 1955年（昭和30年）1月15日（歌棄村が磯谷郡磯谷村、寿都郡寿都町・樽岸村の一部と合併して寿都郡寿都町に、熱郛村が寿都郡黒松内村・樽岸村の一部と合併して寿都郡三和村（現:黒松内町）に）
- 美国郡 1956年（昭和31年）9月30日（美国町が積丹郡余別村・入舸村と合併して積丹郡積丹町に）
- 忍路郡 1958年（昭和33年）4月1日（塩谷村が小樽市に編入）

### 日胆

#### 胆振管内
- 室蘭郡 1918年（大正7年）2月1日（室蘭町・輪西村・千舞鼈村・元室蘭村が合併・北海道区制施行して室蘭区（現:室蘭市）に）
- 幌別郡 1970年（昭和45年）8月1日（登別町が市制施行して登別市に）

#### 日高管内
- 静内郡・三石郡 2006年（平成18年）3月31日（合併して日高郡に）

### 道南

#### 渡島管内
- 津軽郡・福島郡 1881年（明治14年）7月27日（合併して松前郡に）

#### 檜山管内
- 太櫓郡 1955年（昭和30年）4月1日（太櫓村が瀬棚郡東瀬棚町と合併して瀬棚郡北檜山町に）

### 道北

#### 上川管内
2025年現在、管内に消滅した郡は存在せず、すべての郡が残っている。

#### 留萌管内
2025年現在、管内に消滅した郡は存在せず、すべての郡が残っている。

#### 宗谷管内
2025年現在、管内に消滅した郡は存在せず、すべての郡が残っている。

### 道東

#### オホーツク管内
- 網尻郡 1881年（明治14年）7月8日（網走郡に編入）

#### 十勝管内
- 当縁郡 1906年（明治39年）4月1日（大樹村・歴舟村・当縁村の一部が広尾郡茂寄村と合併して広尾郡茂寄村（現:広尾町）に、当縁村の一部が十勝郡大津村と合併して十勝郡大津村（現:広尾郡大樹町・中川郡豊頃町）に）

#### 釧路管内
2025年現在、管内に消滅した郡は存在せず、すべての郡が残っている。

#### 根室管内
- 振別郡 1923年（大正12年）4月1日（振別村・老門村が択捉郡丹根萌村・内保村、紗那郡留別村と合併して択捉郡留別村に）
- 得撫郡・新知郡・占守郡 1952年（昭和27年）4月28日（サンフランシスコ平和条約発効により、北千島の施政権を放棄（実質的には1945年8月に消滅））
- 根室郡 1957年（昭和32年）8月1日（根室町・和田村が合併・市制施行して根室市に）
- 花咲郡 1959年（昭和34年）4月1日（歯舞村が根室市に編入）

## 東北地方

### 青森県
2025年現在、県内に消滅した郡は存在せず、すべての郡が残っている。

### 岩手県
- 北九戸郡・南九戸郡 1897年（明治30年）4月1日（合併して九戸郡に）
- 北岩手郡・南岩手郡 1897年（明治30年）4月1日（合併して岩手郡に）
- 東和賀郡・西和賀郡 1897年（明治30年）4月1日（合併して和賀郡に）
- 西閉伊郡・南閉伊郡 1897年（明治30年）4月1日（合併して上閉伊郡に）
- 北閉伊郡・中閉伊郡・東閉伊郡 1897年（明治30年）4月1日（合併して下閉伊郡に）
- 江刺郡 1958年（昭和33年）11月3日（江刺町が市制施行して江刺市に）
- 稗貫郡 2006年（平成18年）1月1日（大迫町・石鳥谷町が花巻市、和賀郡東和町と合併して花巻市に）
- 東磐井郡 2011年（平成23年）9月26日（藤沢町が一関市に編入）

### 宮城県
- 名取郡 1988年（昭和63年）3月1日（秋保町が仙台市に編入）
- 栗原郡 2005年（平成17年）4月1日（一迫町・鶯沢町・金成町・栗駒町・志波姫町・瀬峰町・高清水町・築館町・若柳町・花山村が合併・市制施行して栗原市に）
- 登米郡 2005年（平成17年）4月1日（石越町・東和町・豊里町・登米町・中田町・迫町・南方町・米山町が本吉郡津山町と合併・市制施行して登米市に）
- 桃生郡 2005年（平成17年）4月1日（矢本町・鳴瀬町が合併・市制施行して東松島市に、河北町・雄勝町・河南町・桃生町・北上町が石巻市、牡鹿郡牡鹿町と合併して石巻市に）
- 志田郡 2006年（平成18年）3月31日（三本木町・松山町・鹿島台町が古川市、玉造郡岩出山町・鳴子町と合併して大崎市に）
- 玉造郡 2006年（平成18年）3月31日（岩出山町・鳴子町が古川市、志田郡三本木町・松山町・鹿島台町と合併して大崎市に）

### 秋田県
- 河辺郡 2005年（平成17年）1月11日（河辺町・雄和町が秋田市に編入）
- 平鹿郡 2005年（平成17年）10月1日（増田町・平鹿町・雄物川町・大森町・十文字町・山内村・大雄村が横手市と合併して横手市に）
- 由利郡 2005年（平成17年）10月1日（仁賀保町・金浦町・象潟町が合併・市制施行してにかほ市に）

### 山形県
- 南村山郡 1957年（昭和32年）3月21日（山元村が上山市に編入）
- 南置賜郡 1958年（昭和33年）4月1日（中津川村が西置賜郡飯豊町に編入）
- 西田川郡 2005年（平成17年）10月1日（温海町が鶴岡市、東田川郡藤島町・羽黒町・櫛引町・朝日村と合併して鶴岡市に）

### 福島県
- 宇多郡・行方郡 1896年（明治29年）4月1日（合併して相馬郡に）
- 標葉郡・楢葉郡 1896年（明治29年）4月1日（合併して双葉郡に）
- 磐城郡・磐前郡・菊多郡 1896年（明治29年）4月1日（合併して石城郡に）
- 安積郡 1965年（昭和40年）5月1日（安積町・日和田町・富久山町・熱海町・三穂田村・逢瀬村・片平村・喜久田村・湖南村が郡山市と合併して郡山市に）
- 石城郡 1966年（昭和41年）10月1日（四倉町・小川町・遠野町・川前村・三和村・好間村・田人村と平市・磐城市・常磐市・勿来市・内郷市、双葉郡久之浜町・大久村が合併・市制施行していわき市に）
- 信夫郡 1968年（昭和43年）10月1日（吾妻町が福島市に編入）
- 北会津郡 2004年（平成16年）11月1日（北会津村が会津若松市に編入）

## 関東地方

### 茨城県
- 河内郡・信太郡 1896年（明治29年）4月1日（合併して稲敷郡に）
- 豊田郡・岡田郡 1896年（明治29年）4月1日（結城郡に編入）
- 西葛飾郡 1896年（明治29年）4月1日（猿島郡に編入）
- 多賀郡 2004年（平成16年）11月1日（十王町が日立市に編入）
- 行方郡 2005年（平成17年）9月2日（麻生町・北浦町・玉造町が合併・市制施行して行方市に）
- 真壁郡 2005年（平成17年）10月1日（真壁町・大和村が西茨城郡岩瀬町と合併・市制施行して桜川市に）
- 鹿島郡 2005年（平成17年）10月11日（旭村・鉾田町・大洋村が合併・市制施行して鉾田市に）
- 西茨城郡 2006年（平成18年）3月19日（友部町・岩間町が笠間市と合併して笠間市に）
- 新治郡 2006年（平成18年）3月27日（玉里村が東茨城郡小川町・美野里町と合併・市制施行して小美玉市に）
- 筑波郡 2006年（平成18年）3月27日（伊奈町・谷和原村が合併・市制施行してつくばみらい市に）

### 栃木県
- 寒川郡 1889年（明治22年）4月1日（下都賀郡に編入）
- 梁田郡 1896年（明治29年）4月1日（足利郡に編入）
- 足利郡 1962年（昭和37年）10月1日（御厨町・坂西町が足利市に編入）
- 安蘇郡 2005年（平成17年）2月28日（葛生町・田沼町が佐野市と合併して佐野市に）
- 上都賀郡 2011年（平成23年）10月1日（西方町が栃木市に編入）

### 群馬県
- 佐位郡・那波郡 1896年（明治29年）4月1日（合併して佐波郡に）
- 南勢多郡・東群馬郡 1896年（明治29年）4月1日（合併して勢多郡に）
- 北勢多郡 1896年（明治29年）4月1日（利根郡に編入）
- 西群馬郡・片岡郡 1896年（明治29年）4月1日（合併して群馬郡に）
- 多胡郡・緑野郡・南甘楽郡 1896年（明治29年）4月1日（合併して多野郡に）
- 碓氷郡 2006年（平成18年）3月18日（松井田町が安中市と合併して安中市に）
- 新田郡 2006年（平成18年）3月27日（笠懸町が山田郡大間々町、勢多郡東村と合併・市制施行してみどり市に）
- 山田郡 2006年（平成18年）3月27日（大間々町が新田郡笠懸町、勢多郡東村と合併・市制施行してみどり市に）
- 群馬郡 2006年（平成18年）10月1日（榛名町が高崎市に編入）
- 勢多郡 2009年（平成21年）5月5日（富士見村が前橋市に編入）

### 埼玉県
- 高麗郡 1896年（明治29年）4月1日（入間郡に編入）
- 新座郡 1896年（明治29年）4月1日（北足立郡に編入）
- 幡羅郡・榛沢郡・男衾郡 1896年（明治29年）4月1日（大里郡に編入）
- 賀美郡・那珂郡 1896年（明治29年）4月1日（児玉郡に編入）
- 横見郡 1896年（明治29年）4月1日（比企郡に編入）
- 中葛飾郡 1896年（明治29年）4月1日（北葛飾郡に編入）
- 北埼玉郡 2010年（平成22年）3月23日（騎西町・北川辺町・大利根町が加須市と合併して加須市に）

### 千葉県
- 南相馬郡 1897年（明治30年）4月1日（東葛飾郡に編入）
- 下埴生郡 1897年（明治30年）4月1日（印旛郡に編入）
- 平郡・朝夷郡・長狭郡 1897年（明治30年）4月1日（安房郡に編入）
- 望陀郡・周淮郡・天羽郡 1897年（明治30年）4月1日（合併して君津郡に）
- 山辺郡・武射郡 1897年（明治30年）4月1日（合併して山武郡に）
- 長柄郡・上埴生郡 1897年（明治30年）4月1日（長柄郡と合併して長生郡に）
- 千葉郡 1967年（昭和42年）1月1日（八千代町が市制施行して八千代市に）
- 市原郡 1967年（昭和42年）10月1日（南総町・加茂村が市原市に編入）
- 君津郡 1991年4月1日（袖ヶ浦町が市制施行して袖ケ浦市に）
- 東葛飾郡 2005年（平成17年）3月28日（沼南町が柏市に編入）
- 海上郡 2005年（平成17年）7月1日（飯岡町・海上町が旭市、香取郡干潟町と合併して旭市に）
- 匝瑳郡 2006年（平成18年）3月27日（光町が山武郡横芝町と合併して山武郡横芝光町に）

### 東京府・東京都
- 南豊島郡・東多摩郡 1896年（明治29年）4月1日（合併して豊多摩郡に）
- 荏原郡・豊多摩郡・北豊島郡・南足立郡・南葛飾郡 1932年（昭和7年）10月1日（東京市に編入）
- 北多摩郡 1970年（昭和45年）11月3日（村山町が市制施行して武蔵村山市に）
- 南多摩郡 1971年（昭和46年）11月1日（多摩町が市制施行して多摩市に、稲城町が市制施行して稲城市に）

なお、現在都内に残る郡は西多摩郡の1郡のみである。但し、島嶼部にある町村は郡に属していない。

### 神奈川県
- 大住郡・淘綾郡 1896年（明治29年）4月1日（合併して中郡に）
- 久良岐郡 1936年（昭和11年）10月1日（金沢町・六浦荘村が横浜市に編入）
- 橘樹郡 1938年（昭和13年）10月1日（向丘村・宮前村・稲田町・生田村が川崎市に編入）
- 都筑郡 1939年（昭和14年）4月1日（新田村・川和町・中川村・山内村・中里村・田奈村・新治村・都岡村・二俣川村が横浜市に編入、柿生村・岡上村が川崎市に編入）
- 鎌倉郡 1948年（昭和23年）6月1日（大船町が鎌倉市に編入）
- 津久井郡 2007年（平成19年）3月11日（城山町・藤野町が相模原市に編入）

## 中部地方

### 山梨県
- 西山梨郡 1954年（昭和29年）10月17日（山城村・住吉村・朝井村・玉諸村・甲運村・能泉村・千代田村が甲府市に編入）
- 東山梨郡 2005年（平成17年）11月1日（勝沼町・大和村が塩山市と合併して甲州市に）
- 北巨摩郡 2006年（平成18年）3月15日（小淵沢町が北杜市に編入）
- 東八代郡 2006年（平成18年）8月1日（芦川村が笛吹市に編入）

### 長野県
- 更級郡 2005年（平成17年）1月1日（大岡村が長野市に編入）
- 南安曇郡 2005年（平成17年）10月1日（豊科町・穂高町・三郷村・堀金村が東筑摩郡明科町と合併・市制施行して安曇野市に）

### 新潟県
- 雑太郡・加茂郡・羽茂郡 1896年（明治29年）4月1日（合併して佐渡郡に）
- 佐渡郡 2004年（平成16年）3月1日（相川町・金井町・佐和田町・畑野町・真野町・羽茂町・小木町・新穂村・赤泊村が両津市と合併して佐渡市に）
- 西頸城郡 2005年（平成17年）3月19日（能生町・青海町が糸魚川市と合併して糸魚川市に）
- 古志郡 2005年（平成17年）4月1日（山古志村が長岡市に編入）
- 東頸城郡 2005年（平成17年）4月1日（松代町・松之山町が十日町市、中魚沼郡川西町・中里村と合併して十日町市に）
- 中頸城郡 2005年（平成17年）4月1日（妙高高原町・妙高村が新井市に編入し妙高市に名称変更）
- 中蒲原郡 2006年（平成18年）1月1日（村松町が五泉市と合併して五泉市に）
- 北魚沼郡 2010年（平成22年）3月31日（川口町が長岡市に編入）

### 富山県
- 礪波郡 1896年（明治29年）4月1日（東礪波郡と西礪波郡に分割）
- 氷見郡 1954年（昭和29年）4月1日（神代村・仏生寺村・布勢村・十二町村・速川村・久目村・阿尾村・薮田村・宇波村・女良村が氷見市に編入）
- 東礪波郡 2004年（平成16年）11月1日（庄川町と砺波市が合併して砺波市に、城端町・平村・上平村・利賀村・庄川町・井波町・井口村・福野町と西礪波郡福光町が合併・市制施行して南砺市に）
- 婦負郡 2005年（平成17年）4月1日（婦中町・八尾町・山田村・細入村が富山市、上新川郡大山町・大沢野町と合併して富山市に）
- 上新川郡 2005年（平成17年）4月1日（大沢野町・大山町が富山市、婦負郡婦中町・八尾町・山田村・細入村と合併して富山市に）
- 射水郡 2005年（平成17年）11月1日（小杉町・大門町・大島町・下村が新湊市と合併して射水市に）
- 西礪波郡 2005年（平成17年）11月1日（福岡町が高岡市と合併して高岡市に）

なお、現在県内に残る郡は中新川郡と下新川郡の2郡のみである。

### 石川県
- 鳳至郡・珠洲郡 2005年（平成17年）3月1日（合併して鳳珠郡に）
- 江沼郡 2005年（平成17年）10月1日（山中町が加賀市と合併して加賀市に）
- 石川郡 2011年（平成23年）11月11日（野々市町が市制施行して野々市市に）

### 福井県
- 敦賀郡 1955年（昭和30年）1月15日（東浦村・東郷村・中郷村・愛発村・粟野村が敦賀市に編入）
- 大野郡 2005年（平成17年）11月7日（和泉村が大野市に編入）
- 足羽郡 2006年（平成18年）2月1日（美山町が福井市に編入）
- 遠敷郡 2006年（平成18年）3月3日（名田庄村が大飯郡大飯町と合併して大飯郡おおい町に）
- 坂井郡 2006年（平成18年）3月20日（坂井町・三国町・丸岡町・春江町が合併・市制施行して坂井市に）

### 岐阜県
- 羽栗郡・中島郡 1897年（明治30年）4月1日（合併して羽島郡に）
- 多芸郡 1897年（明治30年）4月1日（分割して養老郡と安八郡の一部に）
- 上石津郡 1897年（明治30年）4月1日（多芸郡の一部と合併して養老郡に）
- 海西郡・下石津郡 1897年（明治30年）4月1日（安八郡の一部と合併して海津郡に）
- 各務郡・厚見郡 1897年（明治30年）4月1日（方県郡の一部と合併して稲葉郡に）
- 方県郡 1897年（明治30年）4月1日（分割して稲葉郡・本巣郡・山県郡の一部に）
- 席田郡 1897年（明治30年）4月1日（本巣郡・方県郡の一部・大野郡の一部と合併して本巣郡に）
- 大野郡 1897年（明治30年）4月1日（分割して本巣郡と揖斐郡の一部に）
- 池田郡 1897年（明治30年）4月1日（大野郡の一部と合併して揖斐郡に）
- 稲葉郡 1963年（昭和38年）4月1日（蘇原町・那加町・稲羽町・鵜沼町が合併・市制施行して各務原市に）
- 山県郡 2003年（平成15年）4月1日（高富町・伊自良村・美山町が合併・市制施行して山県市に）
- 郡上郡 2004年（平成16年）3月1日（八幡町・大和町・白鳥町・高鷲村・美並村・明宝村・和良村が合併・市制施行して郡上市に）
- 益田郡 2004年（平成16年）3月1日（萩原町・小坂町・下呂町・金山町・馬瀬村が合併・市制施行して下呂市に）
- 吉城郡 2005年（平成17年）2月1日（国府町・上宝村が高山市に編入）
- 武儀郡 2005年（平成17年）2月7日（武儀町・武芸川町・洞戸村・上之保村・板取村が関市に編入）
- 恵那郡 2005年（平成17年）2月13日（坂下町・川上村・加子母村・付知町・福岡町・蛭川村が中津川市に編入）
- 海津郡 2005年（平成17年）3月28日（平田町・南濃町・海津町が合併・市制施行して海津市に）
- 土岐郡 2006年（平成18年）1月23日（笠原町が多治見市に編入）

### 静岡県
- 那賀郡 1896年（明治29年）4月1日（賀茂郡の一部と合併して賀茂郡に）
- 君沢郡 1896年（明治29年）4月1日（田方郡・賀茂郡の一部と合併して田方郡に）
- 有渡郡 1896年（明治29年）4月1日（安倍郡に編入）
- 益津郡 1896年（明治29年）4月1日（志太郡に編入）
- 佐野郡・城東郡 1896年（明治29年）4月1日（合併して小笠郡に）
- 豊田郡・山名郡 1896年（明治29年）4月1日（磐田郡に編入）
- 敷知郡・長上郡 1896年（明治29年）4月1日（浜名郡に編入）
- 麁玉郡 1896年（明治29年）4月1日（引佐郡に編入）
- 安倍郡 1969年（昭和44年）1月1日（大河内村・梅ヶ島村・玉川村・井川村・清沢村・大川村が静岡市に編入）
- 小笠郡 2005年（平成17年）4月1日（大東町・大須賀町が掛川市と合併して掛川市に）
- 引佐郡 2005年（平成17年）7月1日（引佐町・細江町・三ヶ日町が浜松市に編入）
- 磐田郡 2005年（平成17年）7月1日（佐久間町・水窪町・龍山村が浜松市に編入）
- 庵原郡 2008年（平成20年）11月1日（由比町が静岡市に編入、富士川町が富士市に編入）
- 志太郡 2009年（平成21年）1月1日（岡部町が藤枝市に編入）
- 富士郡 2010年（平成22年）3月23日（芝川町が富士宮市に編入）
- 浜名郡 2010年（平成22年）3月23日（新居町が湖西市に編入）

### 愛知県
- 海東郡・海西郡 1913年（大正2年）4月4日（合併して海部郡に）
- 八名郡 1956年（昭和31年）9月30日（山吉田村が南設楽郡鳳来町に編入）
- 東春日井郡 1970年（昭和45年）12月1日（旭町が市制施行して尾張旭市に）
- 碧海郡 1970年（昭和45年）12月1日（高浜町が市制施行して高浜市に、知立町が市制施行して知立市に）
- 葉栗郡 2005年（平成17年）4月1日（木曽川町が一宮市に編入）
- 中島郡 2005年（平成17年）4月1日（祖父江町・平和町が稲沢市に編入）
- 東加茂郡 2005年（平成17年）4月1日（足助町・下山村・旭町・稲武町が豊田市に編入）
- 南設楽郡 2005年（平成17年）10月1日（鳳来町・作手村が新城市と合併して新城市に）
- 渥美郡 2005年（平成17年）10月1日（渥美町が田原市に編入）
- 西加茂郡 2010年（平成22年）1月4日（三好町が市制施行してみよし市に）
- 宝飯郡 2010年（平成22年）2月1日（小坂井町が豊川市に編入）
- 幡豆郡 2011年（平成23年）4月1日（一色町・吉良町・幡豆町が西尾市に編入）

### 三重県
- 朝明郡 1896年（明治29年）4月1日（三重郡に編入）
- 河曲郡・奄芸郡 1896年（明治29年）4月1日（合併して河芸郡に）
- 飯野郡・飯高郡 1896年（明治29年）4月1日（合併して飯南郡に）
- 阿拝郡・山田郡 1896年（明治29年）4月1日（合併して阿山郡に）
- 名張郡・伊賀郡 1896年（明治29年）4月1日（合併して名賀郡に）
- 答志郡・英虞郡 1896年（明治29年）4月1日（合併して志摩郡に）
- 河芸郡・安濃郡 1956年（昭和31年）9月30日（合併して安芸郡に）
- 志摩郡 2004年（平成16年）10月1日（浜島町・大王町・阿児町・志摩町・磯部町が合併・市制施行して志摩市に）
- 阿山郡 2004年（平成16年）11月1日（伊賀町・島ヶ原村・阿山町・大山田村と上野市、名賀郡青山町が合併して伊賀市に）
- 名賀郡 2004年（平成16年）11月1日（青山町と上野市、阿山郡伊賀町・阿山町・大山田村・島ヶ原村が合併して伊賀市に）
- 飯南郡 2005年（平成17年）1月1日（飯南町・飯高町が松阪市・一志郡嬉野町・三雲町と合併して松阪市に）
- 鈴鹿郡 2005年（平成17年）1月11日（関町と亀山市が合併して亀山市に）
- 安芸郡 2006年（平成18年）1月1日（河芸町・芸濃町・安濃町・美里村が津市・久居市、一志郡一志町・香良洲町・白山町・美杉村と合併して津市に）
- 一志郡 2006年（平成18年）1月1日（一志町・香良洲町・白山町・美杉村が津市・久居市、安芸郡河芸町・芸濃町・安濃町・美里村と合併して津市に）

## 近畿地方

### 滋賀県
- 西浅井郡 1897年（明治30年）4月1日（伊香郡に編入）
- 栗太郡 2001年（平成13年）10月1日（栗東町が市制施行して栗東市に）
- 野洲郡 2004年（平成16年）10月1日（中主町・野洲町が合併・市制施行して野洲市に）
- 甲賀郡 2004年（平成16年）10月1日（石部町・甲西町が合併・市制施行して湖南市に、水口町・土山町・甲賀町・甲南町・信楽町が合併・市制施行して甲賀市に）
- 高島郡 2005年（平成17年）1月1日（安曇川町・今津町・新旭町・高島町・マキノ町・朽木村が合併・市制施行して高島市に）
- 坂田郡 2005年（平成17年）10月1日（近江町が米原市に編入）
- 神崎郡 2006年（平成18年）1月1日（能登川町が東近江市に編入）
- 滋賀郡 2006年（平成18年）3月20日（志賀町が大津市に編入）
- 東浅井郡 2010年（平成22年）1月1日（虎姫町・湖北町が長浜市に編入）
- 伊香郡 2010年（平成22年）1月1日（高月町・木之本町・余呉町・西浅井町が長浜市に編入）

なお、現在県内に残る郡は蒲生郡、愛知郡、犬上郡の3郡のみである。

### 京都府
- 紀伊郡 1931年（昭和6年）4月1日（上鳥羽村・吉祥院村・深草町・下鳥羽村・横大路村・納所村・堀内村・向島村・竹田村が京都市に編入）
- 葛野郡 1948年（昭和23年）4月1日（小野郷村・中川村が京都市に編入）
- 愛宕郡 1949年（昭和24年）4月1日（雲ケ畑村・岩倉村・八瀬村・大原村・静市野村・鞍馬村・花背村・久多村が京都市に編入）
- 宇治郡 1951年（昭和26年）3月1日（東宇治町と久世郡宇治町・槇島村・小倉村・大久保村が合併・市制施行して宇治市に）
- 何鹿郡 1956年（昭和31年）9月30日（佐賀村が綾部市・福知山市に分割編入）
- 南桑田郡 1959年（昭和34年）9月30日（篠村が亀岡市に編入）
- 中郡 2004年（平成16年）4月1日（峰山町・大宮町と竹野郡網野町・丹後町・弥栄町、熊野郡久美浜町が合併・市制施行して京丹後市に）
- 竹野郡 2004年（平成16年）4月1日（網野町・丹後町・弥栄町と中郡峰山町・大宮町、熊野郡久美浜町が合併・市制施行して京丹後市に）
- 熊野郡 2004年（平成16年）4月1日（久美浜町と竹野郡網野町・丹後町・弥栄町、中郡峰山町・大宮町が合併・市制施行して京丹後市に）
- 天田郡 2006年（平成18年）1月1日（三和町・夜久野町が福知山市に編入）
- 加佐郡 2006年（平成18年）1月1日（大江町が福知山市に編入）
- 北桑田郡 2006年（平成18年）1月1日（美山町が船井郡園部町・八木町・日吉町と合併・市制施行して南丹市に）

### 大阪府
- 豊島郡・能勢郡 1896年（明治29年）4月1日（合併して豊能郡に）
- 島上郡・島下郡 1896年（明治29年）4月1日（合併して三島郡に）
- 住吉郡 1896年（明治29年）4月1日（東成郡と合併）
- 交野郡・茨田郡・讃良郡 1896年（明治29年）4月1日（合併して北河内郡に）
- 志紀郡 1896年（明治29年）4月1日（分割され中河内郡と南河内郡に）
- 若江郡・渋川郡・河内郡・高安郡・大県郡・丹北郡 1896年（明治29年）4月1日（志紀郡の一部（三木本村）とともに合併して中河内郡に）
- 石川郡・錦部郡・八上郡・古市郡・安宿部郡・丹南郡 1896年（明治29年）4月1日（志紀郡の大部分（三木本村以外）とともに合併して南河内郡に）
- 大鳥郡・和泉郡 1896年（明治29年）4月1日（合併して泉北郡に）
- 南郡・日根郡 1896年（明治29年）4月1日（合併して泉南郡に）
- 東成郡・西成郡 1925年（大正14年）4月1日（大阪市に編入）
- 中河内郡 1958年（昭和33年）10月1日（柏原町が市制施行して柏原市に）
- 北河内郡 1971年（昭和46年）11月3日（交野町が市制施行して交野市に）

### 兵庫県
- 揖東郡・揖西郡 1896年（明治29年）4月1日（合併し揖保郡に）
- 神東郡・神西郡 1896年（明治29年）4月1日（合併し神崎郡に）
- 飾西郡・飾東郡 1896年（明治29年）4月1日（合併し飾磨郡に）
- 七美郡・二方郡 1896年（明治29年）4月1日（合併し美方郡に）
- 気多郡・美含郡 1896年（明治29年）4月1日（城崎郡と合併）
- 菟原郡・八部郡 1896年（明治29年）4月1日（武庫郡と合併）
- 明石郡 1951年（昭和26年）1月10日（大久保町・魚住村が明石市に編入）
- 武庫郡 1954年（昭和29年）4月1日（良元村が宝塚市に編入）
- 有馬郡 1958年（昭和33年）7月1日（三田町が市制施行して三田市に）
- 加西郡 1967年（昭和42年）4月1日（北条町・加西町・泉町が合併・市制施行して加西市に）
- 印南郡 1979年（昭和54年）2月1日（志方町が加古川市に編入）
- 多紀郡 1999年（平成11年）4月1日（篠山町・西紀町・丹南町・今田町が合併・市制施行して篠山市に）
- 養父郡 2004年（平成16年）4月1日（八鹿町・養父町・大屋町・関宮町が合併・市制施行して養父市に）
- 氷上郡 2004年（平成16年）11月1日（柏原町・氷上町・青垣町・春日町・山南町・市島町が合併して丹波市に）
- 三原郡 2005年（平成17年）1月11日（緑町・西淡町・三原町・南淡町が合併・市制施行して南あわじ市に）
- 朝来郡 2005年（平成17年）4月1日（生野町・和田山町・山東町・朝来町が合併・市制施行して朝来市に）
- 城崎郡 2005年（平成17年）4月1日（城崎町・竹野町・日高町が豊岡市、出石郡出石町・但東町と合併して豊岡市に、香住町が美方郡村岡町・美方町と合併して美方郡香美町に）
- 出石郡 2005年（平成17年）4月1日（出石町・但東町が豊岡市、城崎郡城崎町・竹野町・日高町と合併して豊岡市に）
- 美嚢郡 2005年（平成17年）10月24日（吉川町が三木市に編入）
- 津名郡 2006年（平成18年）2月11日（五色町が洲本市と合併して洲本市に）
- 加東郡 2006年（平成18年）3月20日（社町・滝野町・東条町が合併・市制施行して加東市に）
- 宍粟郡 2006年（平成18年）3月27日（安富町が姫路市に編入）
- 飾磨郡 2006年（平成18年）3月27日（家島町・夢前町が姫路市に編入）

### 奈良県
- 添下郡・平群郡 1897年（明治30年）4月1日（合併して生駒郡に）
- 式上郡・式下郡・十市郡 1897年（明治30年）4月1日（合併して磯城郡に）
- 葛下郡・広瀬郡 1897年（明治30年）4月1日（合併して北葛城郡に）
- 葛上郡・忍海郡 1897年（明治30年）4月1日（合併して南葛城郡に）
- 南葛城郡 1958年（昭和33年）3月31日（御所町・葛村・大正村・葛上村が合併・市制施行して御所市に）
- 宇智郡 1959年（昭和34年）1月1日（南宇智村が五條市に編入）
- 添上郡 2005年（平成17年）4月1日（月ヶ瀬村が奈良市に編入）

### 和歌山県
- 名草郡・海部郡 1896年（明治29年）4月1日（合併して海草郡に）
- 那賀郡 2006年（平成18年）4月1日（岩出町が市制施行して岩出市に）

## 中国地方

### 鳥取県
- 邑美郡・法美郡・岩井郡 1896年（明治29年）4月1日（合併して岩美郡に）
- 八上郡・八東郡・智頭郡 1896年（明治29年）4月1日（合併して八頭郡に）
- 気多郡・高草郡 1896年（明治29年）4月1日（合併して気高郡に）
- 河村郡・久米郡・八橋郡 1896年（明治29年）4月1日（合併して東伯郡に）
- 汗入郡・会見郡 1896年（明治29年）4月1日（合併して西伯郡に）
- 気高郡 2004年（平成16年）11月1日（気高町・鹿野町・青谷町が鳥取市に編入）

### 島根県
- 島根郡・秋鹿郡・意宇郡 1896年（明治29年）4月1日（合併して八束郡に）
- 出雲郡・楯縫郡・神門郡 1896年（明治29年）4月1日（合併して簸川郡に）
- 安濃郡 1954年（昭和29年）4月1日（佐比売村・朝山村・富山村の一部が大田市に編入、富山村の一部が簸川郡田儀村（現:出雲市）に編入）
- 周吉郡・穏地郡・海士郡・知夫郡 1969年（昭和44年）4月1日（合併して隠岐郡に）
- 能義郡 2004年（平成16年）10月1日（広瀬町・伯太町が安来市と合併して安来市に）
- 美濃郡 2004年（平成16年）11月1日（美都町・匹見町が益田市に編入）
- 大原郡 2004年（平成16年）11月1日（大東町・加茂町・木次町と飯石郡三刀屋町・掛合町・吉田村が合併・市制施行して雲南市に）
- 那賀郡 2005年（平成17年）10月1日（金城町・旭町・弥栄村・三隅町が浜田市と合併して浜田市に）
- 邇摩郡 2005年（平成17年）10月1日（温泉津町・仁摩町が大田市と合併して大田市に）
- 八束郡 2011年（平成23年）8月1日（東出雲町が松江市に編入）
- 簸川郡 2011年（平成23年）10月1日（斐川町が出雲市に編入）

### 岡山県
- 真島郡・大庭郡 1900年（明治33年）4月1日（合併して真庭郡に）
- 西西条郡・西北条郡・東南条郡・東北条郡 1900年（明治33年）4月1日（合併して苫田郡に）
- 勝北郡・勝南郡 1900年（明治33年）4月1日（合併して勝田郡に）
- 吉野郡 1900年（明治33年）4月1日（英田郡に編入）
- 久米北条郡・久米南条郡 1900年（明治33年）4月1日（合併して久米郡に）
- 御野郡・津高郡 1900年（明治33年）4月1日（合併して御津郡に）
- 赤坂郡・磐梨郡 1900年（明治33年）4月1日（合併して赤磐郡に）
- 都宇郡・窪屋郡 1900年（明治33年）4月1日（合併して都窪郡に）
- 賀陽郡・下道郡 1900年（明治33年）4月1日（合併して吉備郡に）
- 哲多郡・阿賀郡 1900年（明治33年）4月1日（合併して阿哲郡に）
- 上道郡 1971年（昭和46年）5月1日（上道町が岡山市に編入）
- 川上郡 2004年（平成16年）10月1日（成羽町・川上町・備中町が高梁市、上房郡有漢町と合併して高梁市に）
- 邑久郡 2004年（平成16年）11月1日（牛窓町・邑久町・長船町が合併・市制施行して瀬戸内市に）
- 後月郡 2005年（平成17年）3月1日（芳井町が井原市に編入）
- 児島郡 2005年（平成17年）3月22日（灘崎町が岡山市に編入）
- 阿哲郡 2005年（平成17年）3月31日（大佐町・神郷町・哲多町・哲西町が新見市と合併して新見市に）
- 上房郡 2005年（平成17年）3月31日（北房町が真庭郡勝山町・落合町・湯原町・久世町・美甘村・川上村・八束村・中和村と合併して真庭市に）
- 吉備郡 2005年（平成17年）8月1日（真備町が倉敷市に編入）
- 御津郡 2007年（平成19年）1月22日（建部町が岡山市に編入）
- 赤磐郡 2007年（平成19年）1月22日（瀬戸町が岡山市に編入）

### 広島県
- 深津郡・安那郡 1898年（明治31年）10月1日（合併して深安郡に）
- 芦田郡・品治郡 1898年（明治31年）10月1日（合併して芦品郡に）
- 三次郡・三谿郡 1898年（明治31年）10月1日（合併して双三郡に）
- 奴可郡・三上郡・恵蘇郡 1898年（明治31年）10月1日（合併して比婆郡に）
- 沼田郡・高宮郡 1898年（明治31年）10月1日（合併して安佐郡に）
- 安佐郡 1973年（昭和48年）3月20日（安古市町・佐東町・高陽町が広島市に編入）
- 芦品郡 2003年（平成15年）2月3日（新市町が福山市に編入）
- 高田郡 2004年（平成16年）3月1日（吉田町・八千代町・美土里町・高宮町・甲田町・向原町が合併・市制施行して安芸高田市に）
- 双三郡 2004年（平成16年）4月1日（吉舎町・三良坂町・三和町・作木村・君田村・布野村と三次市、甲奴郡甲奴町が合併して三次市に）
- 沼隈郡 2005年（平成17年）2月1日（沼隈町が福山市に編入）
- 賀茂郡 2005年（平成17年）3月22日（大和町が三原市、豊田郡本郷町、御調郡久井町と合併して三原市に）
- 御調郡 2005年（平成17年）3月28日（御調町・向島町が尾道市に編入）
- 甲奴郡 2005年（平成17年）3月31日（総領町が庄原市、比婆郡西城町・東城町・口和町・比和町・高野町と合併して庄原市に）
- 比婆郡 2005年（平成17年）3月31日（西城町・東城町・口和町・高野町・比和町が庄原市、甲奴郡総領町と合併して庄原市に）
- 佐伯郡 2005年（平成17年）11月3日（大野町・宮島町が廿日市市に編入）
- 深安郡 2006年（平成18年）3月1日（神辺町が福山市に編入）

### 山口県
- 見島郡 1896年（明治29年）4月1日（阿武郡に編入）
- 都濃郡 2003年（平成15年）4月21日（鹿野町が徳山市・新南陽市、熊毛郡熊毛町と合併して周南市に）
- 豊浦郡 2005年（平成17年）2月13日（菊川町・豊田町・豊浦町・豊北町と下関市が合併して下関市に）
- 厚狭郡 2005年（平成17年）3月22日（山陽町が小野田市と合併して山陽小野田市に）
- 大津郡 2005年（平成17年）3月22日（三隅町・日置町・油谷町が長門市と合併して長門市に）
- 佐波郡 2005年（平成17年）10月1日（徳地町が山口市、吉敷郡秋穂町・阿知須町・小郡町と合併して山口市に）
- 吉敷郡 2005年（平成17年）10月1日（秋穂町・小郡町・阿知須町が山口市、佐波郡徳地町と合併して山口市に）
- 美祢郡 2008年（平成20年）3月21日（秋芳町・美東町が美祢市と合併して美祢市に）

## 四国地方

### 徳島県
- 麻植郡 2004年（平成16年）10月1日（鴨島町・川島町・山川町・美郷村が合併・市制施行して吉野川市に）
- 阿波郡 2005年（平成17年）4月1日（阿波町・市場町が板野郡吉野町・土成町と合併・市制施行して阿波市に）

### 香川県
- 大内郡・寒川郡 1899年（明治32年）4月1日（合併して大川郡に）
- 三木郡・山田郡 1899年（明治32年）4月1日（合併して木田郡に）
- 阿野郡・鵜足郡 1899年（明治32年）4月1日（合併して綾歌郡に）
- 那珂郡・多度郡 1899年（明治32年）4月1日（合併して仲多度郡に）
- 三野郡・豊田郡 1899年（明治32年）4月1日（合併して三豊郡に）
- 大川郡 2003年（平成15年）4月1日（引田町・白鳥町・大内町が合併・市制施行して東かがわ市に）
- 三豊郡 2006年（平成18年）1月1日（高瀬町・山本町・三野町・豊中町・詫間町・仁尾町・財田町が合併・市制施行して三豊市に）

### 愛媛県
- 周布郡・桑村郡 1897年（明治30年）4月1日（合併して周桑郡に）
- 野間郡 1897年（明治30年）4月1日（越智郡に編入）
- 風早郡・和気郡・久米郡 1897年（明治30年）4月1日（下浮穴郡の一部とともに温泉郡に編入）
- 下浮穴郡 1897年（明治30年）4月1日（分割して温泉郡と伊予郡の一部に）
- 新居郡 1959年（昭和34年）4月1日（角野町が新居浜市に編入）
- 宇摩郡 2004年（平成16年）4月1日（土居町・新宮村と伊予三島市・川之江市が合併して四国中央市に）
- 東宇和郡 2004年（平成16年）4月1日（明浜町・宇和町・野村町・城川町と西宇和郡三瓶町が合併・市制施行して西予市に）
- 周桑郡 2004年（平成16年）11月1日（小松町・丹原町と西条市・東予市が合併して西条市に）
- 温泉郡 2005年（平成17年）1月1日（中島町が松山市に編入）

### 高知県
- 香美郡 2006年（平成18年）3月1日（土佐山田町・香北町・物部村が合併・市制施行して香美市に、赤岡町・香我美町・野市町・夜須町・吉川村が合併・市制施行して香南市に）

## 九州地方

### 福岡県
- 仲津郡 1896年（明治29年）4月1日（京都郡に編入）
- 築城郡・上毛郡 1896年（明治29年）4月1日（合併して築上郡に）
- 怡土郡・志摩郡 1896年（明治29年）4月1日（合併して糸島郡に）
- 御笠郡・席田郡・那珂郡 1896年（明治29年）4月1日（合併して筑紫郡に）
- 嘉麻郡・穂波郡 1896年（明治29年）4月1日（合併して嘉穂郡に）
- 上座郡・下座郡・夜須郡 1896年（明治29年）4月1日（合併して朝倉郡に）
- 竹野郡・生葉郡 1896年（明治29年）4月1日（合併して浮羽郡に）
- 上妻郡・下妻郡 1896年（明治29年）4月1日（合併して八女郡に）
- 御井郡・御原郡・山本郡 1896年（明治29年）4月1日（合併して三井郡に）
- 企救郡 1948年（昭和23年）9月10日（東谷村が小倉市（現:北九州市）に編入）
- 早良郡 1975年（昭和50年）3月1日（早良町が福岡市に編入）
- 浮羽郡 2005年（平成17年）3月20日（浮羽町・吉井町が合併・市制施行してうきは市に）
- 宗像郡 2005年（平成17年）3月28日（大島村が宗像市に編入）
- 三池郡 2007年（平成19年）1月29日（高田町が山門郡瀬高町・山川町と合併・市制施行してみやま市に）
- 山門郡 2007年（平成19年）1月29日（瀬高町・山川町が三池郡高田町と合併・市制施行してみやま市に）
- 糸島郡 2010年（平成22年）1月1日（二丈町・志摩町が前原市と合併して糸島市に）
- 筑紫郡 2018年（平成30年）10月1日（那珂川町が市制施行して那珂川市に）

### 佐賀県
- 三根郡・養父郡・基肄郡 1896年（明治29年）4月1日（合併して三養基郡に）
- 小城郡 2005年（平成17年）3月1日（小城町・芦刈町・牛津町・三日月町が合併・市制施行して小城市に）
- 佐賀郡 2007年（平成19年）10月1日（川副町・久保田町・東与賀町が佐賀市に編入）

### 長崎県
- 石田郡 1896年（明治29年）4月1日（壱岐郡に統合）
- 壱岐郡 2004年（平成16年）3月1日（郷ノ浦町・勝本町・芦辺町・石田町が合併・市制施行して壱岐市に）
- 下県郡 2004年（平成16年）3月1日（厳原町・美津島町・豊玉町と上県郡峰町・上県町・上対馬町が合併・市制施行して対馬市に）
- 上県郡 2004年（平成16年）3月1日（峰町・上県町・上対馬町と下県郡厳原町・美津島町・豊玉町が合併・市制施行して対馬市に）
- 北高来郡 2005年（平成17年）3月1日（飯盛町・小長井町・高来町・森山町と諫早市、西彼杵郡多良見町が合併して諫早市に）
- 南高来郡 2006年（平成18年）3月31日（加津佐町・口之津町・南有馬町・北有馬町・西有家町・有家町・布津町・深江町が合併・市制施行して南島原市に）

### 熊本県
- 飽田郡・託麻郡 1896年（明治29年）4月1日（合併して飽託郡に）
- 山鹿郡・山本郡 1896年（明治29年）4月1日（合併して鹿本郡に）
- 合志郡 1896年（明治29年）4月1日（菊池郡に編入）
- 飽託郡 1991年（平成3年）2月1日（北部町・河内町・飽田町・天明町が熊本市に編入）
- 宇土郡 2005年（平成17年）1月15日（三角町・不知火町と下益城郡松橋町・小川町・豊野町が合併・市制施行して宇城市に）
- 鹿本郡 2010年（平成22年）3月23日（植木町が熊本市に編入）

### 大分県
- 北海部郡 2005年（平成17年）1月1日（佐賀関町が大分市に編入）
- 下毛郡 2005年（平成17年）3月1日（本耶馬溪町・耶馬溪町・山国町・三光村が中津市に編入）
- 南海部郡 2005年（平成17年）3月3日（宇目町・蒲江町・上浦町・鶴見町・弥生町・直川村・本匠村・米水津村と佐伯市が合併して佐伯市に）
- 日田郡 2005年（平成17年）3月22日（前津江村・中津江村・上津江村・大山町・天瀬町が日田市に編入）
- 宇佐郡 2005年（平成17年）3月31日（院内町・安心院町が宇佐市と合併して宇佐市に）
- 大野郡 2005年（平成17年）3月31日（三重町・清川村・緒方町・朝地町・大野町・千歳村・犬飼町が合併・市制施行して豊後大野市に）
- 直入郡 2005年（平成17年）4月1日（荻町・久住町・直入町が竹田市と合併して竹田市に）
- 西国東郡 2005年（平成17年）10月1日（大田村が速見郡山香町・杵築市と合併して杵築市に）
- 大分郡 2005年（平成17年）10月1日（湯布院町・庄内町・挾間町が合併・市制施行して由布市に）

なお、現在県内に残る郡は東国東郡、速見郡、玖珠郡の3郡のみである。

### 宮崎県
- 北那珂郡 1896年（明治29年）4月1日（宮崎郡に編入）
- 南那珂郡 2009年（平成21年）3月30日（北郷町・南郷町が日南市と合併して日南市に）
- 宮崎郡 2010年（平成22年）3月23日（清武町が宮崎市に編入）

### 鹿児島県
- 南諸県郡・東囎唹郡 1897年（明治30年）4月1日（合併して囎唹郡に）
- 桑原郡・西囎唹郡 1897年（明治30年）4月1日（姶良郡に編入）
- 南大隅郡 1897年（明治30年）4月1日（肝属郡に編入）
- 馭謨郡 1897年（明治30年）4月1日（熊毛郡に編入）
- 菱刈郡・北伊佐郡 1897年（明治30年）4月1日（合併して伊佐郡に）
- 南伊佐郡・甑島郡・高城郡 1897年（明治30年）4月1日（薩摩郡に編入）
- 阿多郡 1897年（明治30年）4月1日（日置郡に編入）
- 給黎郡 1897年（明治30年）4月1日（分割して川辺郡と揖宿郡の一部に）
- 頴娃郡 1897年（明治30年）4月1日（給黎郡の一部とともに揖宿郡に編入）
- 谿山郡・北大隅郡 1897年（明治30年）4月1日（鹿児島郡に編入）
- 日置郡 2005年（平成17年）11月7日（金峰町が加世田市、川辺郡笠沙町・大浦町・坊津町と合併して南さつま市に）
- 川辺郡 2007年（平成19年）12月1日（川辺町・知覧町が揖宿郡頴娃町と合併・市制施行して南九州市に）
- 揖宿郡 2007年（平成19年）12月1日（頴娃町が川辺郡川辺町・知覧町と合併・市制施行して南九州市に）
- 伊佐郡 2008年（平成20年）11月1日（菱刈町が大口市と合併して伊佐市に）

### 沖縄県
2025年現在、県内に消滅した郡は存在せず、すべての郡が残っている。